# Moving On (álbum de 911)
Moving On es el segundo álbum de estudio de la boy band 911. Publicado en Reino Unido a través de Virgin Records el 25 de agosto de 1998, alcanzó la posición #10 en el UK Albums Chart.

## Lista de canciones
| CD  |                                   |          |  |
| N.º | Título                            | Duración |  |
| 1.  | «All I Want Is You»               | 04:10    |  |
| 2.  | «Moving On»                       | 03:24    |  |
| 3.  | «Baby Come Back to Me»            | 04:27    |  |
| 4.  | «How Do You Want Me to Love You?» | 03:24    |  |
| 5.  | «That's the Way»                  | 03:26    |  |
| 6.  | «New Groove Generation»           | 04:36    |  |
| 7.  | «Make You My Baby»                | 03:19    |  |
| 8.  | «Don't Walk Away»                 | 04:01    |  |
| 9.  | «Nothing Stops the Rain»          | 03:34    |  |
| 10. | «Should've Been the One»          | 03:56    |  |
| 11. | «Party People...Friday Night»     | 03:34    |  |
| 12. | «Hold On»                         | 05:56    |  |

## Posicionamiento
| Listas (1998)          | Posición |
| ---------------------- | -------- |
| European Albums Chart  | 70       |
| Malaysian Albums Chart | 1        |
| Taiwan Albums Chart    | 2        |
| UK Albums Chart        | 10       |